# LHC@home
LHC @ home é um projeto de computação distribuída para física de partículas baseado na plataforma Berkeley Open Infrastructure for Network Computing (BOINC).
Este projeto permite que voluntários doem o poder de processamento de seus computadores para aprofundar nosso conhecimento da física.
O LHC @ home consiste em quatro aplicativos: Atlas, SixTrack, Test4Theory e CMS que lidam com diferentes aspectos da pesquisa conduzida no LHC, como o cálculo da estabilidade do feixe de partículas e simulação de colisões de prótons.
Os aplicativos são executados com a ajuda de cerca de vinte mil computadores voluntários ativos, processando em uma média combinada de mais de 45,5  teraFLOPS em abril de 2020.  LHC @ home usa recursos de processamento ocioso dos computadores dos voluntários para realizar cálculos em unidades de trabalho individuais, que são enviadas para um servidor de projeto central após a conclusão. O projeto é multiplataforma e executado em uma variedade de configurações de hardware de computador (nem todos os projetos suportam todas as configurações). Atlas, Test4Theory, CMS usam VirtualBox , um pacote de software de virtualização x86 .